# 奇新雀鲷
奇新雀鲷（學名：Neopomacentrus azysron），又名黃尾新雀鯛，为輻鰭魚綱雀鲷科新雀鲷属的鱼类。分布于印度西太平洋區，從東非至印度、馬來半島、印尼至萬那杜，北至台灣南部、南迄澳洲北部、新幾內亞及所羅門群島海域，常见于水质较混浊之1-12米之大礁斜面旁。该物种的模式产地在安汶岛。本魚體呈橢圓形而側扁，吻短而鈍圓，具頜齒，前鰓蓋骨後緣呈鋸齒，體被櫛鱗，尾鰭深叉形，上下葉末端延長呈絲狀，體色褐色，鰓蓋上緣具一小黑點，背、臀鰭後半部及尾部黃色，背鰭硬棘13枚、背鰭軟條11-12枚、臀鰭硬棘2枚、臀鰭軟條11-12枚，體長可達7.5公分，主要棲息在外海礁坡及水流強勁的峽道或毗連的岩架附近，成小群活動，以浮游生物為食，繁殖期時雄魚會守護魚卵，直到卵孵化，可做為觀賞魚。